# Роун (Индијана)
Роун (енгл. Roann) град је у америчкој савезној држави Индијана.

## Демографија
По попису из 2010. године број становника је 479, што је 79 (19,8%) становника више него 2000. године.
| Група             | 2000.       | 2010.       |
| Белци             | 392 (98,0%) | 472 (98,5%) |
| Афроамериканци    | 0 (0,0%)    | 0 (0,0%)    |
| Азијати           | 0 (0,0%)    | 2 (0,4%)    |
| Хиспаноамериканци | 1 (0,3%)    | 0 (0,0%)    |
| Укупно            | 400         | 479         |